# Tigriornis leucolopha
L'airone tigrato crestabianca (Tigriornis leucolopha Jardine, 1846), unica specie del genere Tigriornis Sharpe, 1895, è un uccello della famiglia degli Ardeidi. Presente unicamente in Africa, è strettamente imparentato con le specie americane del genere Tigrisoma.

## Descrizione
L'airone tigrato crestabianca raggiunge un'altezza di 66–80 cm. Il ciuffo bianco a cui deve il nome di solito è nascosto dalle piume scure della parte posteriore della testa ed è visibile solo quando l'airone lo solleva. La parte superiore della testa e del collo è di colore nero. Il becco è lungo e sottile: il ramo superiore è nero-marrone, mentre quello inferiore è di colore giallo-verde. La cera è verde e l'iride è gialla. I lati della testa, il collo, il dorso e le copritrici superiori delle ali sono ricoperti da sottili strisce bianche e bruno-rossastre. L'estremità delle ali è bianca. La parte inferiore del corpo è solo leggermente più chiara di quella superiore, e presenta un bel motivo a strisce simile.

## Biologia
Finora la biologia dell'airone tigrato crestabianca è stata studiata soltanto in modo inadeguato. Probabilmente lo spettro delle prede che cattura è molto ampio. Sicuramente tra esse figurano piccoli pesci, crostacei, rane, serpenti e insetti. Riguardo alla biologia riproduttiva, sappiamo soltanto che costruisce il nido su alberi ad alto fusto.

## Distribuzione e habitat
L'airone tigrato crestabianca è diffuso nella foresta pluviale tropicale dell'Africa occidentale. Il suo areale si estende attraverso Senegal, Guinea-Bissau, Guinea, Sierra Leone, Liberia, Costa d'Avorio, Camerun, Gabon e Repubblica Democratica del Congo. Oltre che nelle foreste pluviali tropicali, si incontra anche nelle foreste a galleria che crescono lungo i fiumi e nelle formazioni a mangrovie lungo la costa.